# Kvetnicové pliesko
Kvetnicové pliesko ( polsky Kwietnicowy Staw, Kwietnikowy Stawek, Kwietnicowa Młaka je maličké jezírko na prostředním stupni Velické doliny. Dlouhá léta bylo jen periodickou louží a začalo ztrácet svůj význam. Dokonce v červnu 1958 vyschlo. I v těchto letech se počasí podepisuje na jeho periodicitě. Nachází se v nadmořské výšce 1812 m n. m. nad Velickým vodopádem. Je to rašelinové jezírko, podle geografů je jen skromným pozůstatkem velkého morénového jezera.

## Turistika
Kolem plesa vede turistický chodník po zelené  zelené turistické značce ze Sliezského domu na Poľský hrebeň. 